# Meister des Dreifaltigkeits-Triptychons

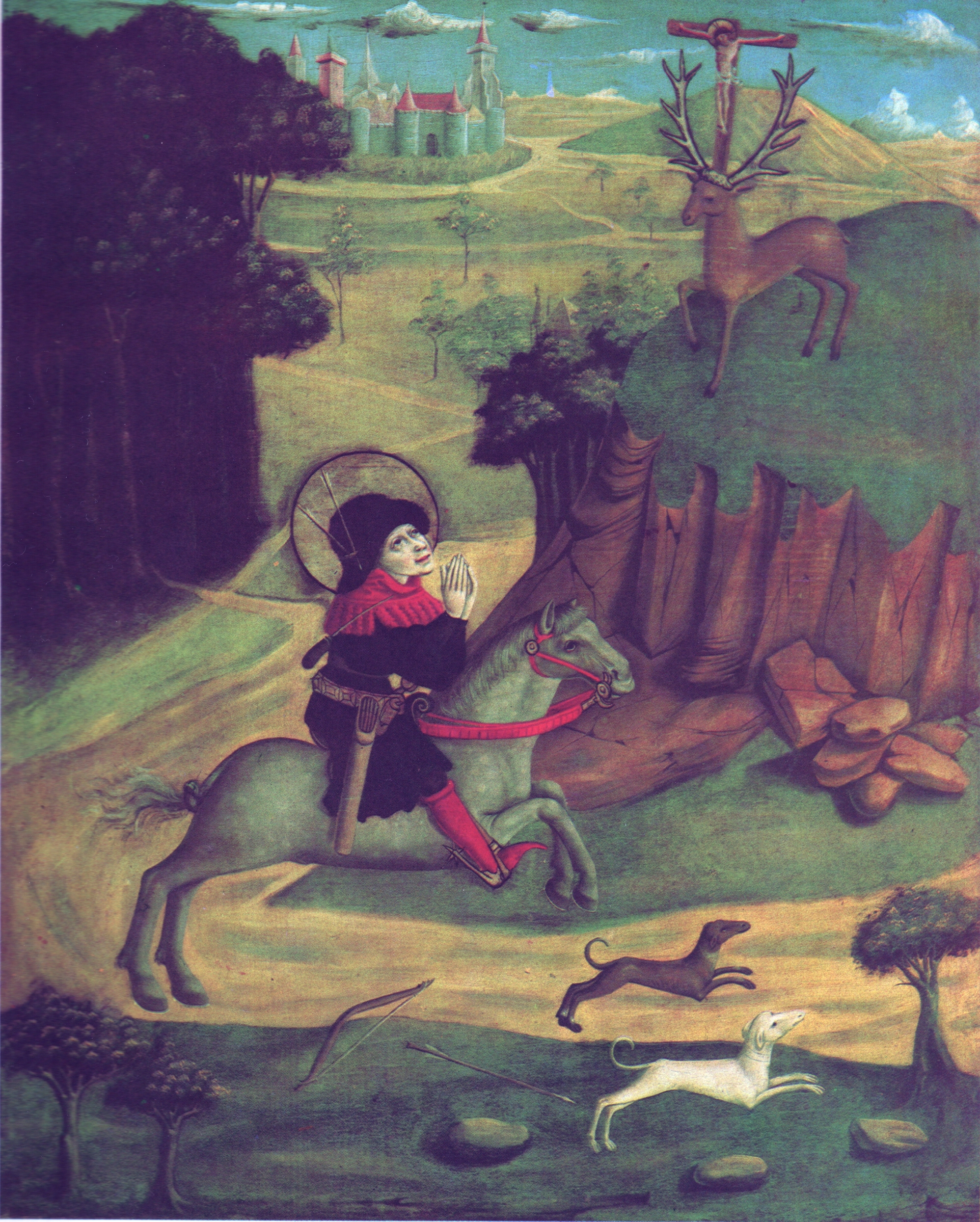
Ausschnitt des Triptychons, Wawel-Kathedrale

Der Meister des Dreifaltigkeits-Triptychons (polnisch Mistrz Tryptyku Trójcy Świętej) war in der zweiten Hälfte des 15. Jahrhunderts als Maler in Krakau tätig. Sein Notname leitet sich von dem Altarbild Dreifaltigkeits-Triptychon ab, das bis 1467 als Altar für die Wawel-Kathedrale entstand.

## Leben
Der Künstler schuf im Stil der internationalen Spätgotik, die von der Kunst Österreichs und Süddeutschlands beeinflusst war. Er hatte spätestens 1460 eine Werkstatt in Krakau und war mindestens bis 1475 in Krakau tätig. Ihm werden auch eine Madonna mit Kind, die sich heute im Nationalmuseum Budapest befindet, die Sendung der Apostel, die sich im Krakauer Nationalmuseum befindet, und Drei Marien, die sich im Krakauer Diözesanmuseum befinden, zugeschrieben. Teilweise wird er mit Jacobus de Sandecz identifiziert.